# Joseph Roth
Moses Joseph Roth, avstrijski pisatelj in novinar, * 2. september 1894, Brody pri Lvovu (nem. Lembergu), † 27. maj 1939, Pariz.
Joseph Roth je svoje korenine, judovske in v daljnem kolenu tudi slovenske, zelo pogosto vpletal v številna dela. Predvsem njegov oče je tisti, ki se v njegovih delih pojavlja v različnih likih. On naj bi nastopal kot nezakonski sin avstrijskega oficirja, poljskega grafa in tudi dunajskega lastnika tovarne za izdelavo streliva. Vsem novelam, v katerih je prisoten lik njegovega očeta, je skupen motiv zgodnje očetove izgube, ki predstavlja rdečo nit Rothovih del, v prenesenem pomenu pa je to motiv o izgubi domovine, in sicer Avstrijske monarhije. 

## Otroštvo in mladost v malem galicijskem mestu Brody, v bližini Lvova (Lemberga)
Znani avstrijski pisatelj je kasneje svoje otroštvo in mladost opisoval kot čas bornega življenja. V nasprotju z njegovimi poročili pa fotografije in poročila njegovih sorodnikov pričajo o tem, da sicer ni užival v vsem razkošju, je pa vsekakor živel v zadovoljivih meščanskih razmerah: njegovi materi je pomagala hišna dekla, on pa je obiskoval pouk violine in se šolal na gimnaziji, kjer je kot edini judovski gimnazijec svojega letnika opravil maturo z odliko, za kar je bil nagrajen s posebno slovesnostjo, pri kateri mu je kraljevi namestnik kronovine Galicije predal briljantni prstan z vgraviranimi cesarskimi inicialkami. 
Njegova mati Maria Grübel se je potem, ko so njenega moža Nachtuma Rotha odpeljali v bolnišnico za duševno bolne in je kasneje ostal v varstvu pri nekem rusko-poljskem lastniku gradu, znašla v neugodnem položaju. Kot žena pogrešanega moža, čigar resnične usode ljudje niso poznali, saj bi to zmanjšalo ugled družine, je odslej živela bolj samotno življenje: stiki z drugimi ljudmi bi ji lahko povzročali težave pri prikrivanju resnice o moževem stanju. Od takrat naprej se je mati (preveč) zaščitniško posvečala vzgoji sina. Leta 1922 je zbolela za rakom na materničnem vratu, ki je bil zanjo usoden. Tik pred smrtjo, po prestani operaciji, jo je še zadnjič obiskal tudi Joseph Roth.

## Študij v Lvovu in na Dunaju
Po opravljeni maturi v maju 1913 se je vpisal na univerzo v Lvovu, kjer pa je zaradi več razlogov kmalu prenehal študirati. Eden izmed razlogov so bile vedno večje napetosti med študenti različnih narodnosti, predvsem pa so odmevali boji med poljskimi in rutenskimi študenti. Trenja pa so nastala tudi med Judi. Menda naj bi bil razlog za njegov odhod iz Lvova tudi poljski učni jezik, saj je Joseph kot bodoči avstrijski pisatelj in pesnik želel razvijati predvsem nemški jezik, ki je bil njegov učni jezik dotlej. Še isto leto jeseni se je že občasno zadrževal na Dunaju, naslednje leto pa je vpisal študij germanistike, ki ga je začel z veliko optimizma in elana, čeprav je živel v težkih, bornih razmerah skupaj z materjo, ki je prejemala le manjšo denarno pomoč za begunce, sam pa tudi ni imel prihodkov. Kot vzornemu študentu mu je veliko pomenilo, da je dobro opravljal izpite in da so to profesorji tudi opazili. Pozneje se je njegov odnos do študijskih kolegov izkazal za arogantnega, za kar je bilo krivo tudi njegovo negativno mnenje o njih in njihovi izbiri študija. Večkrat se je spraševal in čudil, kako je možno, da je toliko študentov germanistike - to naj bi bil namreč po njegovem študij, namenjem predvsem bodočim pisateljem in pesnikom. 
Kmalu se je njegovo finančno stanje izboljšalo, saj je začel prejemati štipendijo in poučevati na domu. S prisluženim denarjem si je lahko privoščil tudi boljše obleke. Nekatere priče tistega časa so ga opisale kot »dunajskega gizdalina«, ki je izstopal s svojim izgledom, in sicer z na rob zlikanimi oblačili, očali in palico v roki.

## Prva svetovna vojna
V nasprotju z mnogimi drugimi, ki so pri izbruhu prve svetovne vojne čutili posebno nacionalno navdušenje, je Joseph Roth deloval pacifistično (miroljubno) in se je na vse skupaj odzval s prestrašenostjo in z obžalovanjem. Kasneje mu je bilo zaradi svoje prestrašene drže nerodno, kar je skušal popraviti tako, da je svobodno stopil v vojsko in z 28. avgustom 1916 pričel služiti v avstrijski vojski kot enoletni prostovoljec. V tem času je umrl avstrijski cesar Franc Jožef, čigar pogreba se je udeležil tudi Roth, ki je kot eden izmed mnogih vojakov stal v vrsti ob poti, kjer se je vil pogrebni sprevod. Smrt 86-letnega cesarja se je večkrat pojavila v njegovih delih, in sicer kot osrednja metafora za zaton Habsburškega kraljestva in za izgubo domovine. Takšni deli sta npr. romana Radetzkyjeva koračnica in Kapucinska grobnica.
Namesto da bi Roth ostal s prijatelji pri 21. bataljonu Feldjägerja, so ga že kmalu premestili v 32. pehotno divizijo v Galicijo. V letu 1917 in očitno še do konca vojne je bil zadolžen, da je pisal za tisk za območje Lemberga (Lvova). Še v času služenja vojske je začel pisati tudi poročila in feljtone za časopisa Der Abend (Večer) in Der Friede (Mir), v časniku Avstrijski ilustrirani časnik pa je objavljal pesmi in prozo. 
Po končani vojni je prekinil študij, saj je moral bolj kot na študij misliti na to, kako bo zaslužil za preživetje. Večino denarja si je prislužil z novinarstvom v Berlinu in na Dunaju. V Berlinu je objavljal svoje prispevke v različnih časnikih, kot so Neue Berliner Zeitung, Frankfurter Zeitung itd. Razmeroma slabo gospodarsko stanje zaradi nihajoče inflacije v Avstriji in Nemčiji se je ves čas spreminjalo. Nastopil je čas, ko je šlo boljše Avstrijcem in slabše Nemcem ter obratno. Temu spreminjajočemu se stanju se je Roth prilagodil tako, da se je službeno selil iz Berlina na Dunaj in obratno. Na Dunaju je pisal članke za časnik Wiener Sonn- und Montagszeitung in za časopisa Neues 8-Uhr-Blatt ter Pragerblatt.

## Zakonska zveza in njen razpad
5. marca 1922 se je na Dunaju poročil s Frideriko (Friedl) Reichler, ki jo je spoznal v kavarni Herrenhof, kjer je skupaj z ostalimi novinarskimi sodelavci veljal za rednega gosta. Friedl je bila sicer privlačna in inteligentna ženska, vendar pa ni bila intelektualka. Tisto, kar ji v zakonski zvezi z Rothom ni ustrezalo, je bilo zagotovo nemirno, mondeno življenje njenega moža kot slavnega novinarja. Poleg različnih nesoglasij so njun zakon pestili tudi številni pretirani, skoraj že bolezenski izpadi Rotha. Že leta 1926 so se pri Frideriki pojavili prvi simptomi duševnega obolenja, dve leti kasneje pa so njeno duševno bolezen tudi uradno potrdili. Njega je ta bolezen tako prizadela, da je zapadel v globoko krizo. Nikakor ni mogel sprejeti dejstva, da je ženina bolezen neozdravljiva, ampak je upal na čudež in si celo očital, da je on kriv za njeno obolenje. V tem kriznem obdobju se je začel močno vdajati pijači, poslabšalo pa se je tudi njegovo finančno stanje.

## Ljubezenska razmerja
V naslednjih letih, ko ga je mučila potrtost zaradi ženine bolezni, je našel uteho v treh neuspešnih ljubezenskih razmerjih. Vzrok za razpad teh zvez pa je bilo vedno njegovo pretirano ljubosumje, ki ga je pokazal že pri prvem zakonu. Najdlje je zdržal v šestletnem razmerju z Andreo Mango Bell, zatem pa je dve leti kot izseljenec živel v Parizu in številnih drugih evropskih mestih skupaj z znano nemško pisateljico Irmgard Keun.

## Obdobje izseljenstva
Potem ko je Hitler prevzel oblast, je Roth zapustil Nemčijo in kot še mnogi drugi nemški avtorji ustvarjal v izseljenstvu. Njegove knjige so v Nemčiji zažgali in prepovedali. V nasprotju s številnimi drugimi avtorji v izseljenstvu, ki niso vedno našli založnikov pa se je Roth dobro znašel, saj je svoja dela izdajal pri različnih založbah, kot so npr. nizozemske založbe za izseljensko literaturo. Poleg tega pa je objavljal tudi v časopisu za izseljensko literaturo Das neue Tage-Buch.

## Zadnja leta življenja
V zadnjih letih se je njegovo finančno in zdravstveno stanje naglo slabšalo. V novembru leta 1937 so zaradi nestabilnosti porušili hotel Foyot v Parizu, kjer je živel deset let. S tem je še zadnjič doživel izgubo domovine. Dve leti kasneje pa je umrl zaradi hudega vnetja pljuč. 30. maja so ga pokopali po skromnem verskem obredu na pokopališču Thiais južno od Pariza. V njegovem rojstnemu kraju Brody pa so spomin nanj počastili z manjšo spominsko tablo, na kateri je v ukrajinskem in nemškem jeziku zapisano: Velikemu sinu tega mesta. 

## Umestitev v obdobje
Kljub temu, da je njegova dela težko uvrstiti le v eno literarno obdobje, je mogoče v njegovih del prepoznati smernice, ki so se najbolj približale umetnostni smeri nova stvarnost (nemško Neue Sachlichkeit), kar velja predvsem za njegove prve romane. Prav zato, ker je bil po svojem prepričanju blizu novi stvarnosti, se ni nikoli poistovetil z ekspresionizmom. V romanu Beg brez konca (Die Flucht ohne Ende), ki nosi podnaslov Poročilo (Ein Bericht), zagotavlja avtor v predgovoru, da ni ničesar iznašel, ničesar skomponiral. Pravi, da je pri tej smeri najpomembnejša predmetnost. 
Roth je pozneje opustil novo stvarnost in jo z novinarskega stališča kritiziral kot literarno smer, ki se hoče omejiti samo na »gola dejstva«, pri čemer pa pozablja na umetniški izraz, saj je pisanje zasnovano kot strogo poročilo, ki temelji na faktih in podrobnostih. Novi stvarnosti je očital tudi to, da je bila namenjena predvsem preprostim, naivnim bralcem, ki želijo ostati ali predvsem v resničnosti ali pa jo želijo popolnoma izbrisati. 
Roth je kot novinar dobro poznal postopek, kako iz posameznih izjav oblikovati poročilo, kot pisatelj pa je vedel, da je šele »umetniško delo« tisto, ki je »tako pristno kot življenje«. 

### Vznemirjenje zaradi mitomanije in zavajanja z navidez resničnimi trditvami (mistifikacija)
Resnica in pravičnost sta bili kot božji vrednoti osrednja pojma judovske kulture, katerim je bil tudi Roth v vsakdanjem življenju močno zavezan. Če pa se ozremo k Rothovim delom, ta niso vselej podkrepljena z resničnimi podatki. V svojih delih pripoveduje npr. o težkih trenutkih, ki jih je preživel v vojnem ujetništvu, za kar se je kasneje izkazalo, da ni bilo resnično. Novinar in pisatelj Egon Erwin Kisch je dokazal, da Roth nikoli ni bil v ujetništvu. Roth je trdil: »Ni pomembna dejanskost, ampak notranja resnica.« Ta misel mu je bila za vodilo v številnih njegovih delih. Velikokrat se je zgodilo, da je bila »notranja resnica« njegovih opisovanj in prikazovanj v nasprotju z resničnostjo. V enem izmed njegovih del je npr. omenjeno, da je bil avstrijski oficir, čeprav je bil le enoletni prostovoljec. Omenjeno je tudi, da je bil katolik, saj je bilo samoumevno, da so bili vojaki avstrijske vojske katoliki. Za to, da bi Roth imel kakršnokoli finančno korist od navajanja neresničnih podatkov, ni bilo do sedaj še nobenega dokaza. Veliko bolj kot kakšnega preračunljivega človeka, so ga poznali kot človeka, ki je rad razdajal svoj denar in bil pripravljen vsakomur v stiski nesebično pomagati. Njegove predelave resničnih podatkov so vznemirile kar nekaj njegovih prijateljev in znancev, pa tudi biografov.

## »Rdeči Joseph«(»Rother Joseph«) in avstrijski legitimist
Roth se je v letu 1925/26 s socialistično usmerjenega pisatelja prelevil v bolj monarhistično usmerjenega. Dokazi, ki pričajo o tem, da je bil Roth najprej »levi« pisatelj, so njegovi socialno kritični in angažirani članki iz zgodnjih let njegovega ustvarjanja. Pri tem pa posebej izstopa dejstvo, da je bil Roth pri svojem pisanju zelo konkreten, pri čemer se je izkazal za zelo dobrega opazovalca. Nekateri njegovi članki so izšli pod psevdonimom »Rdeči Joseph« (nem. »Der rote Joseph«), kar pa ne označuje nujno njegove socialistične usmerjenosti v zgodnjem obdobju ustvarjanja.
V svojih zgodnjih novinarskih prispevkih se je izrekel za kritika monarhizma. Kasneje pa se je njegovo kritično mnenje do monarhizma spremenilo, saj je celo idealiziral monarhistično ureditev Habsburške monarhije. V svojih najvidnejših delih, v Radetzkyjevi koračnici in Kapucinski grobnici, je v romantičnem stilu predstavil utopijo Avstrije, kakršna bi v preteklosti lahko oz. naj bi bila. Roth pa ni bil edini, ki je nostalgično obujal spomine na monarhistično ureditev. Tudi Fritz von Herzmanovsky-Orlando in Robert Musil, na primer, sta Avstrijo opisovala na mitičen in utopičen način.

## Izbrana bibliografija

### Najbolj znani romani
- Radetzkyjeva koračnica (Radetzkymarsch, Berlin 1932; sl. 1982, prevod M. Miladinović Zalaznik)
- Kapucinska grobnica (Die Kapuzinergruft, Bilthoven 1938; sl.1984, prevod M. Miladinović Zalaznik)
- Job. Roman o preprostem možu (Hiob. Roman eines einfachen Mannes, Kiepenheuer, Berlin 1930; sl. 2014, prevod A. J. Oseban)

### Ostali pomembni romani
- Hotel Savoy (Hotel Savoy, Berlin 1924)
- Pajkova mreža (Das Spinnennetz, Köln 1967)
- Vstaja (Die Rebellion, Berlin 1924)
- Slepo ogledalo (Der blinde Spiegel, Berlin 1925)
- Beg brez konca (Die Flucht ohne Ende, München 1927)
- Desno in levo (Rechts und links, Berlin 1929)
- Nemi prerok (Der stumme Prophet, Köln 1966)
- Sto dni (Die hundert Tage, Amsterdam 1935)
- Spoved nekega morilca, povedana v eni noči (Beichte eines Mörders, erzählt in einer Nacht, Amsterdam 1936)
- Das falsche Gewicht. Die Geschichte eines Eichmeisters (Amsterdam 1937)
- Zgodba o tisoč in dveh noči (Die Geschichte von der 1002. Nacht, Bilthoven 1939)

### Novele
- Der Vorzugsschüler
- Barbara
- April
- Šef na postaji (Stationschef)
- Zmagoslavje lepote (Triumph der Schönheit), slovenski prevod 2017, prevedla Ana Jasmina Oseban
- Cesarjev doprsnik (Die Büste des Kaisers)
- Antikrist (Der Antichrist)
- Der Leviathan
- Legenda o svetem pivcu (Die Legende vom heiligen Trinker)
- Judi na pohodu (Juden auf Wanderschaft)

## Sekundarna literatura
- Miladinović Zalaznik, Mira: Nemirna pot pisatelja in novinarja Josepha Rotha. V: Zbirka svetovni klasiki; 21. Ljubljana,1993, str. 127-131.
- Miladinović Zalaznik, Mira: Ko propade svet, je treba v Sipolje: Slovenci, kot se pojavljajo v tekstih Josepha Rotha, Petra Handkeja in Draga Jančarja. V: Nova revija, št. 147/148(1994). str. 170-178.